# シディック・ドゥリミ
ムハンマド・シディック・ビン・ドゥリミ（Muhammad Siddiq Bin Durimi、1988年5月27日 - ）は、シンガポールのサッカー選手。ポジションはGK。

## 経歴
2009年にホーム・ユナイテッドでプロデビューし、翌年ゲイラン・ユナイテッドFCに移籍。その翌年、再びホーム・ユナイテッドに移籍。
しかしながら、借金の山に埋もれて逃亡し、話題となった。
その後、プロではなくセミプロを選択し、アドミラルティFCに2012年に加入。2013年末にプロに復帰した。